# Етјен де ла Боеси
Етјен или Естјен де ла Боеси (фр. Étienne de La Boétie; Сарла-ла-Канеда, 1. новембар 1530 — Жермињан, 18. август 1563) био је француски магистрат класичар, писац, песник и политички теоретичар, највише упамћен по свом интензивном и интимном пријатељству са есејистом Мишелом де Монтењом.
Његов рани политички трактат, Расправа о добровољном ропству, постхумно је усвојен од стране хугенотског покрета и понекад се сматра раним утицајем на модерну анти-етатистичку, утопијску мисао, као и на грађанску непослушност.

## Биографија
Ла Боеси је рођен у Сарлату, у региону Перигор у југозападној Француској, 1530. године у аристократској породици. Његов отац је био краљевски званичник регије Перигор, а мајка је била сестра председника Бордо парламента (скупштине адвоката). Оставши као сироче у раној младости, одгајао га је ујак и имењак, кустос од Билбона, и дипломирао је право на Универзитету у Орлеану 1553.
Његова велика и презрела способност донела је Ла Боесију краљевско именовање у парламенту Бордоа следеће године, упркос томе што је био млађи од минималног узраста. Тамо је наставио запажену каријеру као судија и дипломатски преговарач све до своје преране смрти од болести 1563. године у доби од тридесет две године.
Ла Боеси је такође био истакнути песник и хуманиста, преводио је Ксенофонта и Плутарха, и био је уско повезан са водећим младим песницима Плејаде, укључујући Пјера де Ронсара, Жана Даура и Жан-Антоана де Баифа. Ла Боеси је био наклоњен помирењу католицизма и протестантизма; "упозорио на опасне и раздорне последице дозвољавања две религије, што би могло да доведе до две супротстављене државе у истој земљи. Највише што би дозволио протестантима било је право на приватно богослужење, и указао на сопствену нетрпељивост према католицима. Његова политика за верски мир била је политика помирења и слоге кроз реформе у цркви које би на крају убедиле протестанте да се поново уједине са католичанством“.
Монтењ је за свог пријатеља написао чувено поглавље о пријатељству у својим Есејима. У 28. поглављу прве књиге, он износи дирљиво сведочанство о њиховом пријатељству. Он представља Ла Боесија као стоичког мудраца способног да мирно поднесе своју смрт. Након што је опширно разрадио питање о пријатељству које га је повезивало са Ла Боесијом, на крају је написао: „Осим тога, оно што обично називамо пријатељима и пријатељством су само познанства и познанства успостављена неком приликом или погодношћу, помоћу којих се наше душе одржавају. У пријатељству о коме говорим, они се мешају и стапају једно у друго, мешавином која је толико универзална, да се бришу и више не налазе спој који их је спајао. Ако сам притиснут да кажем зашто сам га волео, осећам да се то може изразити само одговором: Зато што је то био он, зато што сам то био ја. Са Монтењом је служио у парламенту Бордоа и овековечен је у Монтењовом есеју о пријатељству. Неки историчари доводе у питање да ли су њих двоје били љубавници или не, али без обзира на то, сваки је играо утицајне улоге у животима једног другог.
У писму упућеном оцу, Монтењ описује детаље болести и крај свог пријатеља. Своје писмо завршава дирљивим речима: „18. августа 1563. године, Етјен де Ла Боеси је преминуо. Он је имао само 32 године 9 месеци 17 дана.”

## Филозофски радови
Ла Боесијеви списи укључују неколико сонета, преводе класика и есеј који напада апсолутну монархију и тиранију уопште, Расправу о добровољном ропству или Антидиктатор. У есеју се тврди да тирани имају моћ јер им је народ даје. Слободу је једном напустило друштво, које је касније остало корумпирано и преферира ропство куртизане него слободу онога ко одбија да доминира јер одбија да се покори. Тако је Ла Боеси повезао послушност и доминацију, однос који ће касније теоретисати потоњи анархистички мислиоци. Залажући се за решење једноставног одбијања да подржи тиранина, постао је један од најранијих заговорника грађанске непослушности и ненасилног отпора. Мареј Н. Ротбард сумира Ла Боесијеву политичку филозофију на следећи начин:
| „ | За њега је велика мистерија политике била послушност владарима. Зашто, за име света, људи пристају да буду опљачкани и на други начин угњетавани од стране владиних господара? Није само страх, објашњава Боеси у Расправи о добровољном ропству, јер је потребан наш пристанак. И тај пристанак се може ненасилно повући. | ” |

Некада се након Монтењових тврдњи мислило да је Ла Боеси написао есеј 1549. у доби од осамнаест година, али новији ауторитети тврде да је „вероватно да је Расправа написана 1552. или 1553. године, у доби од двадесет две године, док је Ла Боеси био на универзитету“. Неки Монтењови научници су тврдили да је есеј заправо дело самог Монтења. Есеј је био приватно дистрибуиран и објављен тек 1576. након Ла Боесијеве смрти. Умро је у Гермигнану близу Бордоа 1563. Његови последњи дани описани су у дугачком писму Монтења његовом рођеном оцу.

### Расправа о добровољном ропству
Када је написао овај текст, око 1548. године, Етјен де ла Боеси је био осамнаестогодишњи студент права на Универзитету у Орлеану, припремајући се за каријеру у правосуђу. Несумњиво обележен бруталношћу репресије побуне против пореза у Гијену 1548. године, он одражава згроженост културне елите суочене са реалношћу апсолутизма.
Расправа о добровољном ропству представља преиспитивање легитимитета оних који владају, које ла Боеси назива "господарима" или "тиранима". Како год да је тиранин дошао на власт (избори, насиље, сукцесија), никада није његова добра владавина оно што објашњава његову доминацију и чињеницу да се она наставља. Више од страха због казне, у питању је навика људи да добровољно робују и тиме се објашњава зашто доминација господара и даље траје. Религија и сујеверје само омогућавају да се доминира неуким. По ла Боесију, "тајна сваке доминације" је учинити да се они над којима се доминира, крену да доминирају над другима. Ако је народ приморан да се повинује, дворјани не само да морају да се повинују, већ морају и да предвиде жеље тиранина. Такође, они су још мање слободни од самог народа и добровољно бирају ропство. Тако се успоставља пирамида моћи: тиранин доминира над пет, који доминирају над стотином, који сами доминирају над хиљаду... Ова пирамида се руши чим дворјани престану да дају душу и тело тиранину. Тада тиранин губи сву стечену моћ.

У овом великом тексту политичке филозофије, коју су кроз векове преузимале странке разних боја, ла Боеси се супротставља равнотежи терора који је успостављен између разбојника (једнаких по својој моћи и који стога деле плен од разбојништва) и пријатељству, које дозвољава да се живи слободно. Тиранин живи у константном страху: не постоје њему једнаки, сви га се плаше, па последично ризикује атентат у сваком моменту. 
Ако је ла Боеси увек остао, кроз своје функције, верни слуга јавног реда, ипак га многи сматрају интелектуалним претходником анархизма и грађанске непослушности. Такође, и изнад свега, као један од првих теоретичара отуђења.
Године 1539. Франсоа I, краљ Француске, покушао је да уједини габелу (порез на сол). Намеће житнице соли у близини шпанске границе, у регионима који их немају. Као реакција на овај покушај, дошло је до побуна. Прва побуна избила је 1542, затим највећа 1548 у Бордоу. Полицајац из Монтморенсија је немилосрдно успоставио ред. Писац Жак-Огист де Туа је писао да је ла Боеси био под утиском ових страхота и суровости почињених у Бордоу и због истих је сачинио Расправу о добровољном ропству.
Ла Боеси настоји да покаже да се од малих прихватања компромиса и самозадовољства, потчињавање намеће самоме себи као добровољни избор направљен од првих тренутака. Питање којим изазива своје читаоце дира се у саму суштину политике: „Зашто се покоравамо?". Боеси истиче механизме за успостављање моћи и доводи у питање оне о послушности. Он долази до запажања да човек не може поробити народ ако народ прво не пороби себе кроз пирамидалну везу.
Иако је насиље његово специфично средство, оно само није довољно да дефинише државу. Злочини се чине због легитимитета које му друштво даје. Било би довољно да човек више не жели да служи да би постао слободан; "Одлучите да више не служите и слободни сте." С тим у вези, ла Боеси покушава да разуме зашто је човек изгубио жељу да поврати своју слободу. Расправа има за циљ да објасни ову тврдњу.
Пре свега, ла Боеси разликује три врсте тиранина: „Једни владају избором народа, други силом оружја, последњи наследством“. Прва два се понашају као у освојеним земљама. Они који су рођени као краљеви углавном нису много бољи, јер су одрасли усред тираније. Управо овај последњи случај занима ла Боесија. Како то да народ наставља да се слепо покорава тиранину? Могуће је да су мушкарци принудом изгубили слободу, али је ипак изненађујуће да се не боре да поврате слободу.
Први разлог зашто људи добровољно служе је тај што постоје они који никада нису познавали слободу и који су „навикли на потчињавање“. Ла Боеси описује у својој Расправи: „Људи рођени под јармом, а затим храњени и одгајани у ропству, не тражећи даље, задовољни су да живе онако како су рођени и не размишљају о томе да имају друга добра или друга права осим оних која су затекли; они за своје природно стање узимају стање свог рођења“.
Други разлог је тај што људи под тиранима постају „кукавички и женствени“. Покорни људи немају ни жара ни дрскости у борби. Они се више не боре за ствар, већ из обавезе. Ова жеља за победом им је одузета. Тирани покушавају да подстакну ову малодушност и држе мушкарце глупима дајући им „хлеба и игара“.
Последњи разлог је несумњиво најважнији, јер открива извор и тајну доминације, „ослонац и темељ сваке тираније“. Тиранина подржава неколико лојалних људи који му потчине целу земљу. Ове људе тиранин назива „саучесницима у његовој окрутности“. Они могу и намерно да се приближе тиранину да би могли да њиме манипулишу. Заузврат добијају и имају људе који су њима послушни. Они зависе од других мушкараца. Дата им је провинција или им је дато да "рукују средствима", чиме је омогућено да се задрже послушним, а заузврат се омогућава њихова похлепа или окрутност. Они наносе толико штете да се могу одржати само у сенци, могу да се изузимају из закона и казни само захваљујући заштити.
Свако се сматра тиранином. Они на дну пирамиде, фармери и радници, на неки начин су „слободни“. Они извршавају наређења својих претпостављених и са остатком свог слободног времена раде шта им је воља. Ла Боеси поставља питање: „да ли је приближавање тиранину било шта друго осим удаљавања од сопствене слободе и, да тако кажем, загрљај и хватање ропства са обе руке?". Другим речима, они на дну лествице су много срећнији и у неком смислу много „слободнији“ од оних који их третирају као „кажњенике или робове“. "Да ли се овако срећно живи? Да ли ово уопште живи?", пита ла Боеси. Ови миљеници би требало мање да памте оне који су много добили од тирана него оне који су, „наждеривши се на неко време, убрзо изгубили своја добра и своје животе“.
Штавише, немогуће је спријатељити се са тиранином, јер он јесте и увек ће бити на врху. „Не треба очекивати пријатељство од онога ко има довољно тврдог срца да мрзи читаво краљевство које се само њему покорава, али "народ не оптужује тиранина за зло које трпи, већ оне који њима управљају." Да би завршио свој говор, ла Боеси прибегава молитви. Он се моли „добром и либералном Богу којег намерно резервише за тиранине и њихове саучеснике на неку посебну казну“.

## Утицај
У 20. веку, многи европски анархисти су почели да наводе Ла Боесија као утицај, укључујући Густава Ландауера, Барта де Лигта и Симон Веј. Аутономистички марксистички мислилац Џон Холовеј га такође цитира у својој књизи Crack Capitalism да би објаснио своју идеју „раскида са капитализмом“. Џин Шарп, водећи теоретичар ненасилне борбе, често цитира свој рад у Политици ненасилне акције и Од диктатуре до демократије.

## Галерија
- Ла Боесијев дом у Сарлату.
- Родна кућа Ла Боесија.